# Tiger-Ritterling
Der Tiger-Ritterling (Tricholoma pardinum, Syn.: Tricholoma tigrinum, Tricholoma pardalotum) ist ein Giftpilz aus der Ordnung der Champignonartigen (Agaricales).

## Merkmale

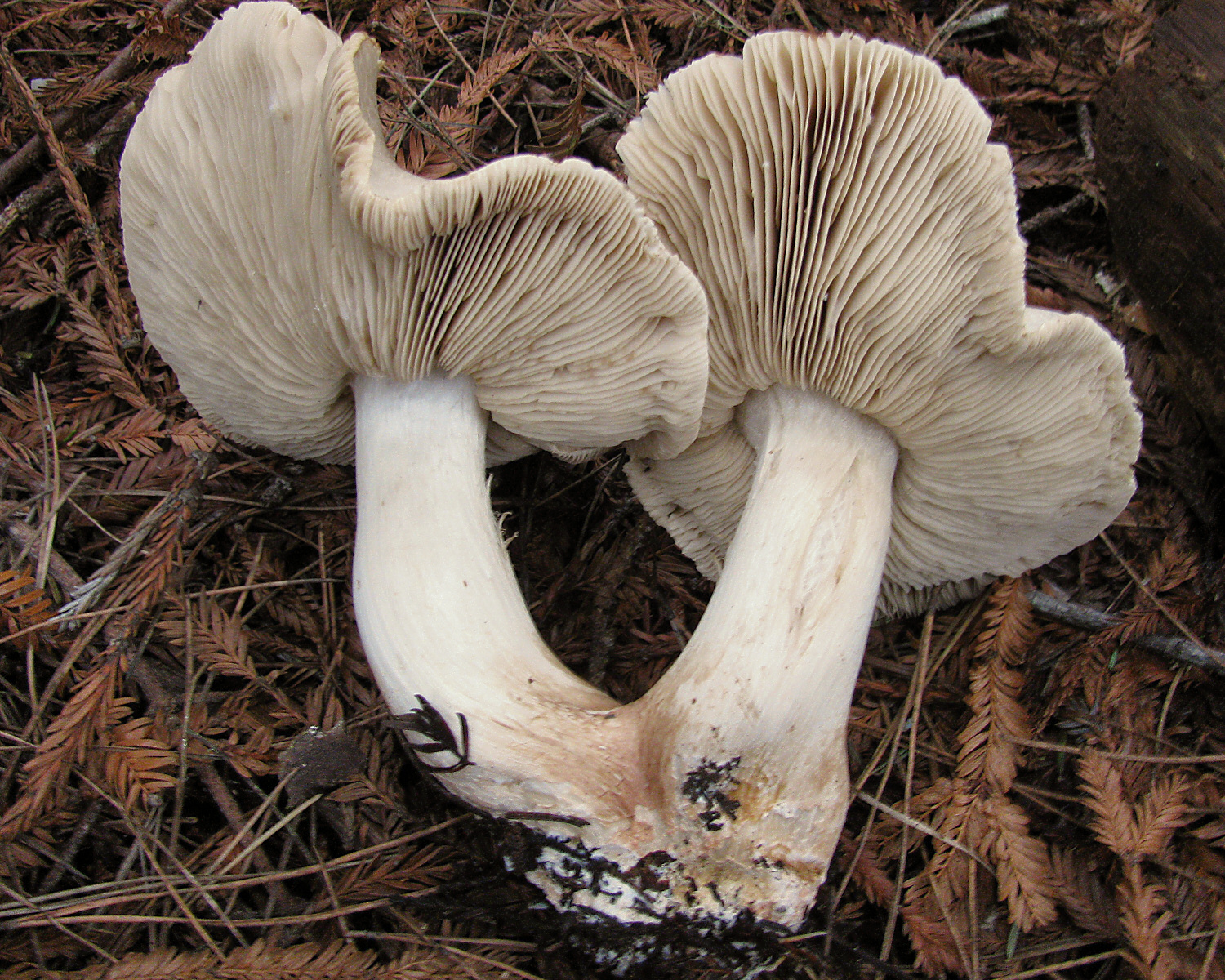
Hutunterseite des Tiger-Ritterlings mit den Lamellen

### Makroskopische Merkmale
Der Hut erreicht 5–12 cm Durchmesser, die Huthaut ist grau bis graubraun, grob silber- bis dunkelgrau geschuppt (getigert). Der Rand ist in jungem Zustand eingerollt. Die relativ breiten Lamellen sind schmutzig weißlich, stehen gedrängt und sind ausgebuchtet angewachsen. Besonders bei jungen Fruchtkörpern sind sie oft mit Wassertröpfchen besetzt (tränend). Der weißliche Stiel wird 12 cm lang, ist kompakt und am Grund wird er rostfleckig. Seine Form ist knollig bis keulenartig. Die Stielspitze ist mit Tröpfchen besetzt. Das derbe Fleisch ist fest, voll und weist einen starken Mehlgeruch auf. Das Sporenpulver ist weiß.

### Mikroskopische Merkmale
Die oval geformten und glatten Sporen des Tigerritterlings sind farblos und durchscheinend. Sie messen 8–10 × 6–7 Mikrometer.
Verwechslungsmöglichkeiten des Tigerritterlings mit Speisepilzen bestehen unter anderem gegenüber Schwarzfaserigem Ritterling (unter anderem keine schuppige Huthaut), Gilbendem Erdritterling (unter anderem gelbgefleckte Blätter) und Erdritterling (unter anderem kein Mehlgeruch).

## Toxikologie
Der Tigerritterling verursacht bei oraler Aufnahme das sogenannte Gastrointestinale Syndrom, welches sich vor allem durch Auswirkungen auf das Verdauungssystem auszeichnet. Zwar fehlt bisher der chemische Nachweis eines bestimmten Giftstoffs, die giftige Wirkung ist jedoch unbestritten. Die Aufnahme kann zu starken Beschwerden mit Brechdurchfällen führen, hinterlässt jedoch kaum Spuren. Der Tod durch Kreislaufversagen und übermäßigen Wasserverlust kann jedoch grundsätzlich nicht als Folge der Vergiftung ausgeschlossen werden.

## Ökologie
Der Tigerritterling ist ein Mykorrhiza-Pilz verschiedener Laub- und Nadelbäume, in erster Linie von Rotbuche, Weißtanne und Fichte. Das Myzel wächst in der Erde. Die Fruchtkörper kommen von August bis Oktober zum Vorschein und bilden durchaus Hexenringe. Der Tigerritterling kommt in ganz Europa vor. Er lebt nur in kalkhaltigem Boden, weshalb er nur zerstreut häufiger anzutreffen ist, in Deutschland vor allem im Süden sowie im südlichen Mecklenburg. Allgemein ist der Pilz selten.